# Belaynesh Oljira
Belaynesh Oljira (Etiòpia, 26 de juny de 1990) és una atleta etíop, especialista en la prova de 10.000 metres, amb la qual va arribar a ser medallista de bronze mundial el 2013.

## Carrera esportiva
Al Mundial de Moscou 2013 va guanyar la medalla de bronze en els 10.000 metres, després de la seva compatriota, l'etíop Tirunesh Dibaba, i la kenyana Gladys Cherono.